# Ievgueni Pigoussov
Ievgueni Anissimovitch Pigoussov est un joueur d'échecs soviétique puis russe né le 31 mars 1961 à Kemerovo. Grand maître international depuis 1987, il a remporté de nombreuses victoires dans les tournois internationaux des années 1980.

## Biographie et carrière
Pigoussov fut deuxième du championnat d'Europe d'échecs junior de 1980-1981.
Dans les années 1980, il remporta :
- la Coupe Politiken à Copenhague en 1986 (ex æquo avec Smyslov, Tchernine et Cserna) ;
- le mémorial Capablanca à La Havane en 1986 (tournoi B, ex æquo avec Péter Lukács) ;
- le mémorial Tchigorine à Sotchi en 1987 (ex æquo avec Smaguine et Kharitonov).

En 1988, il remporta la coupe d'Europe des clubs d'échecs avec l'équipe du CSKA Moscou.
En 1989, il marqua 6 points sur 9 lors de l'Open GMA de Moscou pour une septième place ex æquo sur 128 participants.
En 1993, Pigoussov finit deuxième ex æquo (avec Dreïev et Svechnikov) du tournoi zonal de Saint-Pétersbourg. Lors du tournoi interzonal de Bienne, il marqua 6 points sur 13  et finit 42e sur 74 participants.
Dans les années 1990, il partagea la première place à l'open de Reykjavik en 1994.
Il finit sixième ex æquo du championnat de la RSFSR à Kazan en 1980 (8/14), cinquième en 1984 (9,5/17), sixième ex æquo en 1988 (8,5/17), cinquième ex æquo du championnat de Russie d'échecs en 1998 et quatrième ex æquo en 2001.
Lors du championnat du monde de la Fédération internationale des échecs 2001-2002 à Moscou, Pigoussov fut éliminé au troisième tour par Alekseï Dreïev après avoir battu successivement l'Américain Alexander Ivanov et le Chinois Zhang Pengxiang (qui avait éliminé Anatoli Karpov).